# Малінувка (Підляське воєводство)
Малінувка (пол. Malinówka) — село в Польщі, у гміні Бакалажево Сувальського повіту Підляського воєводства.
Населення — 102 особи (2011).
У 1975-1998 роках село належало до Сувальського воєводства.

## Демографія
Демографічна структура станом на 31 березня 2011 року:
|          | Загалом | Допрацездатний вік | Працездатний вік | Постпрацездатний вік |
| -------- | ------- | ------------------ | ---------------- | -------------------- |
| Чоловіки | 49      | 10                 | 34               | 5                    |
| Жінки    | 53      | 5                  | 33               | 15                   |
| Разом    | 102     | 15                 | 67               | 20                   |